# Epinecrophylla leucophthalma
El hormiguerito ojibanco (Epinecrophylla leucophthalma), también denominado hormiguerito de ojo blanco o de ojos blancos (en Perú), es una especie de ave paseriforme perteneciente al género Epinecrophylla de la familia Thamnophilidae. Es nativo del sur de la cuenca amazónica en América del Sur.

## Distribución yhábitat
Se distribuye por la región amazónica, al sur del río Amazonas en Brasil, norte de Bolivia y este y sureste de Perú. Ver más detalles en Subespecies.
Esta especie es poco común en el sotobosque de selvas húmedas tropicales principalmente abajo de los 800 m s. n. m. de altitud.

## Sistemática

### Descripción original
La especie E. leucophthalma fue descrita por primera vez por el ornitólogo austríaco August von Pelzeln en 1868 bajo el nombre científico Formicivora leucophthalma; localidad tipo «Salto do Girão = Salto do Jirau, Rondônia, Brasil».

### Etimología
El nombre genérico femenino «Epinecrophylla» proviene del griego «epi»: sobre, «nekros»: muerto, y «phullon»: hoja; significando «sobre hojas muertas», reflejando la fuerte predilección de las especies de este género por buscar insectos en hojas muertas colgantes; y el nombre de la especie «leucophthalma», del griego «leukos»:blanco y «ophthalmos»: ojo, significando «de ojos blancos».

### Taxonomía
Diversos autores sugirieron que el género Myrmotherula no era monofilético, uno de los grupos que fueron identificados como diferente del Myrmotherula verdadero fue el grupo de garganta punteada o haematonota, cuyos miembros comparten similitudes de plumaje, de hábitos de alimentación y de vocalización. Finalmente, análisis filogenéticos de la familia conducidos por Isler et al. (2006), incluyendo 6 especies del grupo haematonota y más 12 de Myrmotherula, encontraron que los dos grupos no estaban hermanados. Para aquel grupo fue descrito el género Epinecrophylla. La separación en el nuevo género fue aprobada por la Propuesta N° 275 al South American Classification Committee (SACC) en mayo de 2007.
Con excepción de la diferente subespecie phaeonota, las diferencias morfológicas entre las subespecies no está clara, y las zonas geográficas son tentativas. Son necesarios más estudios.

### Subespecies
Según la clasificación del Congreso Ornitológico Internacional (IOC) (Versión 7.2, 2017) y Clements Checklist v.2016, se reconocen 4 subespecies, con su correspondiente distribución geográfica:
- Epinecrophylla leucophthalma leucophthalma (Pelzeln, 1868) - noroeste y este de Perú (población aislada a lo largo del río Morona, noroeste de Loreto, al este del río Ucayali), oeste de Brasil al sur del río Amazonas (hacia el este hasta el bajo río Madeira y cuenca del río Aripuanã) y noroeste y noreste de Bolivia (Pando, noreste de Santa Cruz).
- Epinecrophylla leucophthalma dissita (Bond, 1950) - sureste de Perú (Puno) y adyacente Bolivia (La Paz).
- Epinecrophylla leucophthalma phaeonota (Todd, 1927) - sur de la Amazonia brasileña desde el bajo río Madeira hasta el bajo río Tapajós.
- Epinecrophylla leucophthalma sordida (Todd, 1927) - bajo río Tapajós al este hasta el bajo río Tocantins.